# Condemnation
| Recensione | Giudizio |
| ---------- | -------- |
| AllMusic   |          |

Condemnation è un singolo del gruppo musicale britannico Depeche Mode, pubblicato il 13 settembre 1993 come terzo estratto dall'ottavo album in studio Songs of Faith and Devotion.

## Video musicale
Il video è stato diretto da Anton Corbijn.

## Tracce
Testi e musiche di Martin L. Gore.
1. Condemnation (Paris Mix) – 3:22
2. Death's Door (Jazz Mix) – 6:39
3. Rush (Spiritual Guidance Mix) – 5:31
4. Rush (Amylnitrate Mix) (Instrumental) – 7:42

## Formazione
Hanno partecipato alle registrazioni, secondo le note di copertina di Songs of Faith and Devotion:
Gruppo
- Andrew Fletcher – strumentazione, voce
- Dave Gahan – strumentazione, voce principale
- Martin Gore – strumentazione, voce
- Alan Wilder – sintetizzatore, voce

Produzione
- Depeche Mode – produzione, missaggio
- Flood – produzione, missaggio
- Mark Stent – missaggio
- Steve Lyon – ingegneria del suono
- Chris Dickie – ingegneria del suono
- Paul Kendall – ingegneria del suono
- Jeremy Wheatley – assistenza tecnica
- Mark Einstmann – assistenza tecnica
- Shaun de Feo – assistenza tecnica
- Volke Schneider – assistenza tecnica
- Kevin Metcalfe – mastering
- Daryl Bamonte – coordinazione
- Anton Corbijn – grafica, direzione artistica, copertina
- Area – copertina

## Classifiche
| Classifica (1993)                 | Posizione massima |
| --------------------------------- | ----------------- |
| Finlandia                         | 5                 |
| Francia                           | 36                |
| Germania                          | 23                |
| Irlanda                           | 19                |
| Italia                            | 24                |
| Regno Unito                       | 9                 |
| Spagna                            | 9                 |
| Stati Uniti (alternative)         | 23                |
| Stati Uniti (dance singles sales) | 36                |
| Svezia                            | 3                 |
| Svizzera                          | 38                |